# Neonectria galligena
Espèce
Neonectria galligena (« Nectria qui donne la gale » en latin) est une espèce de champignons ascomycètes connus pour provoquer la maladie du chancre des arbres fruitiers à pépins appelée chancre nectrien.

## Description
Le mycélium est constitué de filaments grêles et hyalins. Les filaments peuvent être agrégés en amas denses.
Les conidies ont une forme cylindrique, droite ou légèrement arquée, à bout arrondi. Elles sont hyalines et possèdent de zéro à huit cloisons qui forment des loges de tailles inégales. On observe de nombreuses gouttelettes transparentes dans chaque loge. Les conidies mesurent de 21 à 46,5 µm sur 5,2 à 5,8 µm. Le nom de la forme conidienne est Cylindrocarpon.
Les périthèces ne se forment que sur des rameaux développés et à la surface de lésions chancreuses âgées de plusieurs années. Ils sont visibles à l'œil nu sous forme de granulations rouge cinabre disposées soit dans les fissures de l'écorce morte, soit dans les replis des bourrelets cicatriciels, quelquefois même au niveau du bois mis à nu. Ils se présentent sous forme de conceptacles sphériques, légèrement aplatis au sommet. Ils renferment de nombreux asques qui sont séparés par des paraphyses articulées terminées par deux filaments grêles. Chaque asque contient huit ascospores hyalines, bicellulaires, ovoïdes et un peu rétrécies au niveau de la cloison médiane.